# Litopus argentatus
Litopus argentatus là một loài bọ cánh cứng trong họ Cerambycidae.